# دونالد كليلاند
دونالد كليلاند هو عسكري وسياسي أسترالي، ولد في 28 يونيو 1901 في Coolgardie, Western Australia ‏ في أستراليا، وتوفي في 27 أغسطس 1975 في بورت مورسبي في بابوا غينيا الجديدة. نشط حزبياً في الحزب الليبرالي الأسترالي.